# Amílcar Barca

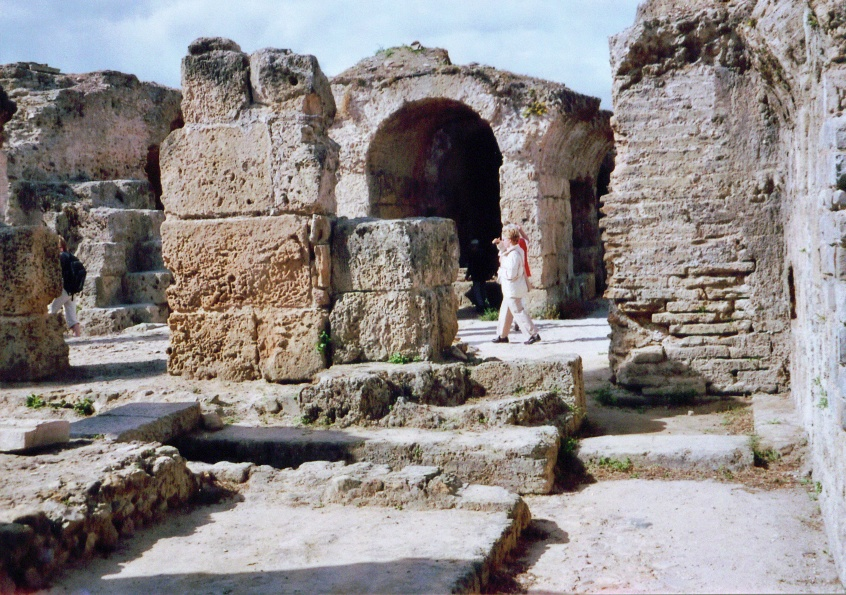
Vestígios de Cartago

Amílcar Barca (ca. 270 a.C. – 228 a.C.) foi um estadista e general cartaginês responsável pela conquista da Hispânia por Cartago. Foi pai de Aníbal, Asdrúbal, Adonibal e Magão, bem como o construtor dos famosos jardins de Amílcar, que se encontravam em Mégara, na periferia de Cartago.
Comandou as forças de Cartago na última parte da primeira guerra púnica e foi o negociador da paz em 241 a.C.
Quando os mercenários a serviço de Cartago se rebelaram, na Guerra dos Mercenários, Amílcar e seu rival Ano os derrotaram. Em 237 a.C. foi à Hispânia, levando consigo seu filho Aníbal, de nove anos, que quis ver a batalha; Amílcar permitiu com uma condição: sempre odiar os romanos acontecendo o que acontecesse.
A perda da Sicília, da Sardenha e da Córsega conduziram o general cartaginês a apoderar-se rapidamente do sul da península Ibérica, após vencer os Turdetanos, e também do leste, até o promontório de Tenebrio, onde mandou construir a fortaleza de Akraleuke, junto a Alicante. Mas foi derrotado na campanha contra os Lusitanos, vindo a falecer em 228 a.C.

## Carreira militar
Distinguiu-se durante a Primeira Guerra Púnica em 247 a.C., quando assegurou o domínio da Sicília, até então nas mãos de Roma. Desembarcou por surpresa a noroeste da ilha, com uma pequena tropa de mercenários e tomou posição no monte Ercte (Monte Pellegrino, perto de Palermo). Não somente manteve a posição perante todos os ataques, mas estendeu as suas incursões até a Calábria.
Em 244 a.C. deslocou o seu exército para uma posição similar nas ladeiras do Monte Érix (Monte San Giuliano), desde onde podia apoiar as guarnições assediadas na vizinha cidade de Drépano. Após a derrota cartaginesa nas ilhas Égadas em 241 a.C., a força invicta de Amílcar saiu da Sicília sem se submeter.
Esta derrota, imputada aos generais aristocratas cartagineses, provocou um grande descontente; em especial entre os mercenários que desejavam cobrar o seu pagamento, embora também entre os camponeses líbios e entre aqueles cidadãos afetados pela crise. Isso ocasionou a rebelião dos mercenários.
Os mercenários, escravos fugitivos e camponeses empobrecidos, dirigidos pelo líder líbio Matho, o gaulês Autarito e o escravo campano Espêndio, assediaram Cartago e tomaram outras cidades como Útica e Bizerta. Amílcar conseguiu tirar os seus barcos do porto e, com uma campanha de fustigamento, conduziu os rebeldes até um vale deserto (o desfiladeiro de Scia), em onde os exterminou com a ajuda do príncipe númida Naravas levado ali pelo seu amigo Antígono em 237 a.C.
Depois deste triunfo, Amílcar conseguiu uma enorme popularidade, e os seus adversários não puderam negar-lhe o posto de comandante-em-chefe do exército nem impedir que se tornasse o autêntico dono de Cartago. Recrutou e treinou um novo exército e, após algumas incursões na Numídia, decidiu lançar uma expedição sobre Ibéria (236 a.C.). Ali visava iniciar um novo império que compensasse Cartago da perda da Sicília, Sardenha e Córsega às mãos dos romanos, e estabelecer uma base na sua campanha de retaliação contra estes desde o próprio território europeu, ao não poder dispor já de frota própria, desmantelada após a assinatura da paz.
Em oito anos de lutas e diplomacia, chegou a dominar um amplo território em Ibéria, rico em recursos mineiros, e a dirigir um exército composto nomeadamente por belicosos e bem preparados iberos.
A sua prematura morte ocorreu no Inverno de 229-228 a.C., durante o assédio de Héliké, cidade cujo local é desconhecido, tendo sido especulado quer com Elche de la Sierra, quer a atual Elche, ou algum ponto da atual Oretania, entre outros. Foi sucedido no comando do exército cartaginês pelo seu "genro?", Asdrúbal.
Amílcar superou a todos os cartagineses da sua época tanto em capacidade militar e diplomacia como em patriotismo. Apenas chegaria a ser superado em todas estas virtudes pelo seu filho Aníbal, o qual educou no ódio para Roma e formou para que chegasse a ser o seu sucessor.